# Turukku
De Turukkū waren een volkstam in het oude Mesopotamië.
Zij woonden in het noordoostelijke bergland van wat Assyrië zou gaan heten. Welke taal zij spraken is niet bekend maar er zijn uit de tijd van Šamši-Adad I en diens zoon Išme-Dagan I (begin 18e eeuw v.Chr.) een viertal namen van hun stamhoofden bekend: Lidāja, Ullumtišni, Uštanšarri, Zazija. En dit zijn alle vier Hurritische namen.
De Turukkū maakten, vooral in het voorjaar wanneer de doorraden uitgeput raakten, soms de buurt aardig onveilig met hun strooptochten op zoek naar voedsel. Er is briefverkeer tussen Išme-Dagan en zijn broer Yasmah-Adad en ook met Kuwari, de vorst van Šušarra daarover. Er werd echter uiteindelijk vrede gesloten tussen Išme-Dagan en Zazija waarbij naar oud gebruik Zazijas dochter uitgehuwelijkt werd aan Mūt-aškur, Išme-Dagans zoon. Zazija ontving een bruidsschat van zilver en goud.
Ook in de tijd van Hammurabi (18e eeuw) waren er conflicten en deze machtige vorst meldt in een van zijn jaarnamen dat hij de Turukkū verslagen had. Verslagen maar niet vernietigd, want Arik-den-ili richtte eind 14e eeuw naar bewering van zijn zoon Adad-nirari  opnieuw een slachting onder hen aan.